# Chiesa di San Giovanni Bosco (Altamura)
La chiesa di San Giovanni Bosco è una chiesa cattolica situata nella città di Altamura. Era precedentemente intitolata "San Pietro Apostolo in Rione Montecalvario", fatta costruire dal vescovo Salvatore Rotolo, assistente al Soglio Pontificio nel 1957.

## Storia
Istituita il 5 maggio 1957 da Mons. Salvatore Rotolo con il titolo di "S. Pietro Apostolo in Rione Montecalvario"; il 1 ottobre 1960 il titolo è stato modificato nell'attuale "S. Giovanni Bosco". Il 7 settembre 1969 la chiesa è stata consacrata e dedicata da Mons. Enrico Nicodemo.
Opere di interesse artistico-religioso sono: la Via Crucis, di Mellini di Firenze, l'immagine di Maria Ausiliatrice dei cristiani, i mosaici rappresentanti scene bibliche mariane, la cappella del Battistero, il gruppo bronzeo di San Giovanni Bosco e San Domenico Savio dello scultore Mario Colonna e collocato sulla facciata della chiesa, le immagini di Maria Ausiliatrice, opera di Hartur Aunggldier di Ortisei, le sculture lignee di Gesù Crocifisso e di Sant'Antonio di Padova e un quadro su tela di San Giovanni Bosco del 1880 di Rollini.
Il 28 novembre 2023 è inaugurato il Cortile di Don Bosco, l'oratorio parrocchiale, alla presenza dell'arcivescovo Giovanni Ricchiuti e del sindaco Vitantonio Petronella.

## Descrizione
La chiesa è costruita seguendo un impianto longitudinale a tra navate senza transetto, delle quali quella centrale immette sul presbiterio. Il fronte principale della chiesa è costituito da una facciata divisa in tre parti. Lo spazio interno è invece scandito da una serie di colonne che dividono le navate, tra cui quella a sinistra, dove è presente la cappella del battistero.
Al presbiterio, leggermente sopraelevato rispetto al piano di calpestio, vi si accede tramite una breve scalinata. La pavimentazione è costituita da lastre di marmo, mentre l'altare maggiore è in marmo ed è l'originale del 1969.